# Josef Perny
Josef Perny (* 1960) ist ein ehemaliger tschechoslowakischer Radrennfahrer.

## Sportliche Laufbahn
Perny war Straßenradsportler und von 1981 bis 1988 Mitglied der tschechoslowakischen Nationalmannschaft. 1982 gewann er den Prolog im Grand Prix Guillaume Tell und bestritt die Olympia’s Tour. 1984 fuhr er das Milk Race (32. Gesamtrang) und die Schweden-Rundfahrt.
1985 gewann er das Rennen Košice–Tatry–Košice und die Lidice-Rundfahrt mit einem Etappensieg. Auch in der Rundfahrt „Kurs des Sieges“ war er erfolgreich. 1986 gewann er eine Etappe in der Tour de Bohemia. 1988 siegte Perny im Eintagesrennen GP ZTS Dubnica nad Váhom. 1986 wurde er beim Sieg von Wolfgang Lötzsch Dritter im Rennen Prag–Karlovy Vary–Prag. Im An Post Rás in Irland holte er einen Etappensieg.

## Familiäres
Sein Bruder Antonín Perny war ebenfalls Radrennfahrer.